# Койдешлер
Койдешлер — кримськотатарська громадська організація, що виступає за наділення уродженців кримськотатарських сіл та селищ землями у тих самих населених пунктах, звідки вони чи їхні батьки були депортовані.

## Політична орієнтація
Радикальна організація, спрямована на якомога скоріше проведення реституції (повернення маєтків або компенсація збитків жертвам Депортації 1944 року), відновлення кримськотатарської автономії, що існувала у довоєнний час. Ситуативно Койдешлер може використовувати як проукраїнські, так і антиукраїнські гасла.

## Діяльність
Койдешлер веде переговори з мерами міст про виділення ділянок, підтримують їх, поки домовленості виконуються, і переходять до протестів у разі затягування або розірвання домовленостей.

## Осередки
Фактично це є локальний рух, популярний на Південному узбережжі Криму: саме тут місцеві чиновники особливо ретельно обходять кримських татар при виділенні земельних ділянок, практично не допускаючи їх до проживання на курортному березі.